# Semiothisa phaeostigma
Semiothisa phaeostigma là một loài bướm đêm trong họ Geometridae.